# Mitsubishi G3M
Chiếc Mitsubishi G3M (tiếng Nhật: 九六式陸上攻撃機 - Máy bay Tấn công từ Căn cứ mặt đất Kiểu 96); (tên mã của Đồng Minh: Nell) là kiểu máy bay ném bom Nhật Bản được sử dụng trong Thế Chiến II, hầu hết là để chống lại Trung Quốc.

## Lịch sử
Đầu những năm 1930, nhóm thiết kế Mitsubishi dưới sự chỉ đạo của Sueo Honjo đã phát triển kiểu máy bay trinh sát tầm xa 2 động cơ Ka-9 khá thành công, theo một yêu cầu của Hải quân Nhật năm 1933. Họ tiếp tục theo đuổi với một chiếc ném bom/vận chuyển 2 động cơ ban đầu tên là Ka-15. Chiếc nguyên mẫu bay lần đầu vào tháng 7 năm 1935 do các phi công Yoshitaka Kojima và Trung úy Sada điều khiển. Thử nghiệm cho thấy Mitsubishi đã phát triển được một chiếc máy bay xuất sắc, đặc biệt là tầm bay xa. Nakajima cũng đưa ra một thiết kế cạnh tranh là chiếc LB-2, nhưng không được Hải quân đánh giá cao, và tiếp tục với chiếc Ka-15. Đến tháng 6 năm 1936 nó được đưa vào sản xuất và đặt tên là Máy bay Tấn công từ Căn cứ mặt đất Kiểu 96, và tên nội bộ Mitsubishi là G3M1.

## Thiết kế và phát triển
Chiếc máy bay có đội bay 5 người. Nó được trang bị 3 súng máy 7,7 mm. Tốc độ tối đa là 188 knot và có tầm bay trên 2.200 dặm. G3M cũng được thiết kế để mang 1 thủy lôi 800 kg để tấn công tàu thủy. Sau đó Nakajima tái thiết kế chiếc G3M thành kiểu cải tiến G3M3 (Kiểu 23) với động cơ mạnh hơn và gia tăng trữ lượng nhiên liệu. Phiên bản này chỉ được sản xuất bởi Nakajima, là kiểu được sản xuất nhanh nhất trong thời chiến. Biến thể này được đưa vào sử dụng năm 1941, được duy trì hoạt động trong 2 năm, và từ 1943 được sử dụng song song với kiểu G3M2 để trinh sát tầm xa trên biển với trang bị radar nhờ đặc tính bay tầm xa hoàn hảo. Những phiên bản G3M khác là các kiểu vận tải G3M-L và L3Y dùng trong các nhiệm vụ vận tải.

## Lịch sử hoạt động
G3M bay chiến đấu lần đầu năm 1935 trên chiến trường Trung Hoa, cất cánh từ những căn cứ ở Đài Loan và Kyūshū để bay qua biển Đông Trung Hoa. Do đó nó là máy bay ném bom vượt đại dương đầu tiên trong chiến tranh. Sau này, nó cất cánh từ những căn cứ trên lãnh thổ Trung Hoa chiếm đóng, tham gia Chiến tranh Trung-Nhật lần thứ II, cho đến giữa năm 1941 khi chiến sự nổ ra trên Thái Bình Dương. Mặc dù đã không hợp thời, 200 chiếc vẫn được sử dụng tại các đơn vị tiền phương tại khu vực Trung Thái Bình Dương và tại Philippines.
G3M nổi tiếng vì đã, cùng với những chiếc Mitsubishi G4M "Betty" hiện đại hơn, vào ngày 10 tháng 12 năm 1941, cung cấp sự hỗ trợ quan trọng trong cuộc tấn công chiếc HMS Prince of Wales và chiếc HMS Repulse (Lực lượng Z) gần bờ biển Malaysia. Đây là 2 chiếc tàu chiến lớn đầu tiên bị đánh chìm chỉ do không kích khi đang tham chiến ngoài biển.
Từ năm 1943, đa số "Nell" được dùng để kéo tàu lượn, huấn luyện đội bay và nhảy dù, và chuyên chở các yếu nhân và sĩ quan cao cấp di chuyển giữa các đảo, các khu vực chiếm đóng và các mặt trận cho đến hết chiến tranh.

## Các phiên bản
Ka-15
Nguyên mẫu gắn động cơ Hiro Type 91 (750 mã lực), Mitsubishi Kinsei 2 (830 mã lực), hay Mitsubishi Kinsei 3 (910 mã lực) với mũi kính hay kim loại, 21 chiếc.
G3M1a/c
Nguyên mẫu được thiết kế lại, gắn động cơ Hiro Type 91 hay Mitsubishi Kinsei, mũi kính.
G3M1 Kiểu 11
Máy bay Tấn công từ Căn cứ mặt đất Hải quân Kiểu 96. Buồng lái được kéo dài với nắp cải tiến, một số có cánh quạt góc cố định, 34 chiếc.
G3M1-L
G3M1 biến cải thành phiên bản vận tải có hoặc không vũ trang, gắn động cơ Mitsubishi Kinsei 45 1.075 mã lực.
G3M2 Kiểu 21
Động cơ mạnh hơn và tăng dung lượng nhiên liệu, thêm tháp pháo lưng. 343 chiếc chế tạo bởi Mitsubishi, 412 chiếc G3M2 và chiếc G3M3 chế tạo bởi Nakajima.
G3M2 Kiểu 22
Tháp súng lưng và bụng thay cho kiểu chỉ có 1 tháp súng, có những ô cửa kính hông, 238 chiếc.
G3M3 Kiểu 23
Động cơ mạnh hơn nữa và tăng thêm dung lượng nhiên liệu, chế tạo bởi Nakajima.
L3Y1 Kiểu 11
Kiểu Vận tải Hải quân 96, cải tiến nâng cao của chiếc vận tải vũ trang G3M1.
L3Y2 Kiểu 12
Kiểu G3M2 cải tiến với động cơ Mitsubishi Kinsei.

## Các nước sử dụng
Nhật Bản
- Hải quân Đế quốc Nhật Bản

## Đặc điểm kỹ thuật (Mitsubishi G3M3)

### Đặc điểm chung
- Đội bay: 05 người
- Chiều dài: 16,45 m (54 ft 2 in)
- Sải cánh: 25 m (82 ft 0 in)
- Chiều cao: 3,68 m (12 ft 2 in)
- Diện tích cánh: 75 m² (808,37 ft²)
- Trọng lượng không tải: 5.250 kg (11.574 lb)
- Trọng lượng có tải: 8.000 kg (17.637 lb)
- Động cơ: 2 x động cơ Mitsubishi Mk8 Kinsei-51 bố trí vòng tròn, công suất 1.300 mã lực (975 kW) mỗi động cơ

### Đặc tính bay
- Tốc độ lớn nhất: 415 km/h (258 mph)
- Tốc độ bay đường trường: 295 km/h (183 mph)
- Tầm bay tối đa: 6.200 km (3.853 mi)
- Trần bay: 10.300 m (33.800 ft)
- Tốc độ lên cao: 6 m/s

### Vũ khí
- Súng
  - 1 x pháo kiểu 99 20 mm ở tháp pháo trên
  - 4 x súng máy kiểu 92 7,7 mm gắn ở mũi, bên phải, bên trái, và tháp súng dưới bụng
- Bom
  - 800 kg bom hoặc 1 thủy lôi

## Nội dung liên quan
Máy bay liên quan
- Mitsubishi G4M

Máy bay tương tự
- B-25 Mitchell

Trình tự thiết kế
G1M - G2H - G3M - G4M - G5N - G6M
Danh sách liên quan
- Danh sách máy bay chiến đấu
- Danh sách máy bay quân sự Nhật Bản
- Danh sách máy bay trong Chiến tranh Thế giới II
- Danh sách máy bay ném bom